# Шемница
Шемница, Штемница или Снефче  (грч. Κεντρικό, Кендрико) је насељено место у општини Кукуш у периферији Средишња Македонија, Грчка. Према попису из 2021. године било је 158 становника.
Према бугарском географу и историчару, Василу Канчову, у Шемници је 1900. године живело 300 Турака, 160 Словена хришћана и 80 Рома. Током Другог балканског рата село је настрадало а словенско становништво је протерано (настањени у Струмици). Године 1924. турско становништво је принудно исељено у Турску а на њихово место су насељене грчке избегличке породице из Турске. На попису из 1928. године Шемница је имала 367 становника.